# رجائي بربر
رجائي بربر (بالتركية: Recai Berber)‏, (ولد: 20 يونيو 1959, ناحية «يامورْلو» التابعة لقضاء «قِرْق آغاتش» في مانيسا، تركيا) سياسي تركي. ونائب حالي وسابق في البرلمان التركي لأكثر من مرة ممثلا عن حزب العدالة والتنمية.